# Criccieth
Koordinaten: 52° 55′ 23″ N, 4° 13′ 31″ W
Criccieth (auf Walisisch Cricieth) ist eine Stadt an der Cardigan Bay im Nordwesten von Wales, Großbritannien. Die Stadt ist heute ein Touristenzentrum, das insbesondere ältere Menschen anzieht. Zu den Sehenswürdigkeiten von Criccieth zählen das Portal tomb von Bachwen und die Ruinen des Criccieth Castle aus dem Jahre 1230 und eine alte Kapelle, die heute als Kunstgalerie genutzt wird.
Im Mittelalter war Criccieth der Hauptort des Cantrefs Eifionydd, wie auch Dolbenmaen.
Caer-Dyni ist ein kleines Portal Tomb am Strand östlich von Criccieth.
Als einzige Berühmtheit, die die Stadt hervorgebracht hat, gilt David Lloyd George, der in dem nahe gelegenen Dorf Llanystumdwy aufwuchs.